# Szekszárd
Szekszárd é uma cidade e um condado urbano (megyei jogú város em húngaro) da Hungria. Szekszárd é a capital do condado de Tolna.
Conhecida como Alisca durante o período romano.